# Void Linux
Void Linux és una distribució Linux independent, no és una derivada d'una altra distribució. Es caracteritza per: emprar runit com a init per defecte; permetre escollir entre glibc i musl com a llibreria estàndard de C i utilitzar el gestor de paquets X Binary Package System (XBPS), que va ser expressament dissenyat i implementat des de zero. La instal·lació bàsica es compon només de programari lliure, a excepció dels mòduls propietaris del nucli. Els usuaris poden accedir a un repositori oficial no lliure per a instal·lar programari propietari.
Actualment, s'enfoca en fer fàcil la gestió i la contribució al sistema i perseguir l'estabilitat, malgrat ser distribuïda sota el model d'alliberament continu. Essent un sistema operatiu estable i lleuger amb el que es pot aprendre a usar i administrar Unix.

## Prestacions
Void suposa una excepció davant la majoria de distribucions Linux en utilitzar runit. Runit és un sistema d'inicialització molt simple i que requereix molt pocs recursos. Altres distribucions que també empren runit són Antix, Artix o Devuan. Entre el 2012 i el 2015 Systemd va esdevenir el sistema d'inicialització per defecte en la major part de distribucions. Les distribucions que no usen Systemd s'associen a usuaris avançats. Systemd ha esdevingut de facto en l'estàndard com a sistema d'inicialització. Distribucions que sí que fan servir Systemd són Arch Linux, Debian, Fedora, Linux Mint, Manjaro, Ubuntu o Zorin OS, essent aquestes més tradicionals o populars.
L'element que fa exclusiu a Void Linux és el sistema de gestió de paquets XBPS. Juan Romero Pardines el va dissenyar per a NetBSD per a substituir pkgsrc. En abandonar NetBSD, va fundar Void implementant XBPS. Aquest permet instal·lar, actualitzar i eliminar ràpidament programari al sistema; compta amb detecció de biblioteques compartides i dependències incompatibles mentre actualitza o elimina paquets. Les proves d'integració garanteixen repositoris coherents. També crea programari directament des de les fonts. Hi ha servidors de compilació que creen i publiquen paquets binaris signats de forma totalment automàtica. Malgrat tot, el potencial que s'ofereix pot ser un obstacle per a l'usuari novell.
XBPS fa tàndem amb el constructor de paquets xbps-src, ambdós sota llicència BSD. Xbps-src no requereix que el desenvolupador distribueixi el codi font. Empra contenidors, proporcionant aïllament de processos i muntatges d'enllaç sense necessitat de permisos d'administrador (root). A més, XPBS pot compilar de manera nativa o creuada per a la màquina de destí i admet múltiples biblioteques C, tant glibc com musl.
És una distribució sota el model d'alliberament continu, això comporta que no hi ha noves versions com és el cas d'Ubuntu. Tot i això, sí que hi ha continues actualitzacions del programari i cada pocs mesos s'estableix una descàrrega que incorpora totes les novetats fins aquell moment. Els sistemes basats en Void poden incorporar en tot moment les últimes actualitzacions en forma de paquets binaris descarregats mitjançant XBPS. Els paquets amb les fonts es troben allotjats a GitHub i poden compilar-se amb un script que ve inclòs. El procés de compilació no està lligat al sistema; podent-se també generar paquets per a altres arquitectures.
Jesse Smith, de DistroWatch, va esmentar els baixos temps d'arrencada, que va atribuir a runit, encara que també va criticar com a punts negatius la documentació i l'escassetat de proves prèvies a la publicació del programari.

## Història
Void Linux va ser creada el 2008 per Juan Romero Pardines, un antic desenvolupador de NetBSD, que volia experimentar amb el seu propi gestor de paquets. Esdevenint una distribució amb una gran corba d'aprenentatge, més similar a BSD que a altres distribucions GNU/Linux Essent d'alliberament continu, se centrà en un inici en la velocitat, la fiabilitat i la flexibilitat. Desplegà el seu propi gestor de paquets XBPS, i es basà en Systemd i DKMS.
A principis de setembre de 2014 s'anuncià que runit es convertia en el sistema d'inici predeterminat. En detriment de Systemd que es podia utilitzar de manera opcional. Alhora que es va abandonar OpenSSL en favor de LibreSSL. Amb el propòsit de modernitzar la base del codi, millorar la seguretat i aplicar millors pràctiques en els processos de desenvolupament.
Des d'abril de 2017, Void Linux és compatible amb Flatpak, permeten la instal·lació de les darreres versions dels paquets dels repositoris.
Pardines, creador del projecte, l'abandonà sense explicacions el gener de 2018. En aquells moments, el projecte estava allotjat a GitHub i Freenode. GitHub va negar l'accés als desenvolupadors que se'n volien fer càrrec, no es podien controlar els canals d'IRC ni els noms de domini. Posteriorment, es va obrir un altre compte a GitHub; qui fou cap visible de la distribució tornà i, essent patent que havia perdut pes en la presa de decisions, abandonà les seves responsabilitats.
El març de 2021, Void va retornar a OpenSSL i va abandonar LibreSSL com ja varen fer prèviament altres distribucions.
El juny de 2022, Void fou el tercer projecte millor valorat a DistroWatch amb una puntuació de 9,1 sobre 10.